# پیتر فوگل (دوچرخه‌سوار)
پیتر فوگل (انگلیسی: Peter Vogel؛ زادهٔ ۵ اوت ۱۹۳۹) دوچرخه‌سوار اهل سوئیس است.